# Тингеметен
Тингеметен (нидерл. Tiengemeten) — речной остров в Нидерландах в дельте Рейна и Мааса в эстуарии Харингвлит, на территории общины Корендейк. С 10 мая 2007 года остров официально является природоохранной зоной, и на нём постоянно проживает лишь около 10 человек.